# Zorex Air Transport
Zorex Air Transport (OACI: ORZ , e indicativo de llamada: Zorex) es una aerolínea española con sede en Madrid, que utiliza como base principal el Aeropuerto de Gerona.
En la actualidad no dispone del certificado de operador aéreo suspendido por la Agencia Estatal de Seguridad Aérea, .

## Flota
La flota de Zorex Air Transport consta de las siguientes aeronaves:

## Centro de Mantenimiento
Zorex Air Transport tiene certificado como centro de Manteniemiento Part. 145 

## Centro de Instrucción (ATO )
Zorex Air Transport dispone de Escuela de Pilotos :
Para la formación de pilotos en la Habilitación de Tipo SA226/227.